# NY (Zeitschrift)
nY ist eine flämische Literaturzeitschrift.

## Geschichte
nY entstand 2009 aus der Fusion von Yang (ab 1963) und Freespace Nieuwzuid (ab 1999). Der Name setzt sich aus den Anfangsbuchstaben der beiden Gründungszeitschriften zusammen. Die erste Ausgabe von nY erschien im Mai 2009 und wurde im Kunstzentrum Vooruit in Gent präsentiert. nY wird mit Unterstützung des Flämischen Literaturfonds und der Provinz Ostflandern produziert.